# Синцитий
Синцитий или симплазм (от др.-греч. σύν «вместе» + κύτος «клетка», букв. — «соклетие») — тип ткани у животных, растений и грибов с неполным разграничением клеток, при котором обособленные участки цитоплазмы с ядрами связаны между собой цитоплазматическими мостиками.
Мышечная клетка, из которой состоят скелетные мышцы животных, является классическим примером клетки синцития. Термин может также относиться к клеткам, соединённым специализированными мембранами с щелевыми соединениями.
Примером синцития является зародышевая соединительная ткань — мезенхима.
У человека в виде синцития развиваются предшественники половых клеток — оогонии у женских эмбрионов и сперматогенные клетки у половозрелых мужчин.
В области эмбриогенеза слово синцитий используется для обозначения ценоцитарных эмбрионов бластодермы беспозвоночных, таких как Drosophila melanogaster.

## Физиологические примеры

### Протисты
У протистов синцитии можно обнаружить у некоторых ризариев (например, хлорарахниофитов, плазмодиофорид, гаплоспоридий) и бесклеточных слизевиков, диктиостелид (амебозоидов), акразид (экскаватообразных) и гаплозунов.

### Растения
Некоторые примеры синцитиев, которые возникают в процессе развития растений, включают:
- Развивающийся эндосперм[2]
- Неартикулированные латициферы
- Плазмодиальный тапетум[3]
- «Нуцеллярный плазмодий» семейства Podostemaceae[4]

### Грибы
Синцитий — это нормальная клеточная структура для многих грибов. Большинство грибов семейства Basidiomycota существуют в виде дикариона, в котором нитевидные клетки мицелия частично разделены на сегменты, каждый из которых содержит два разных ядра, называемых гетерокарионами.

### Животные

#### Скелетные мышцы
Классическим примером синцития является образование скелетных мышц. Крупные скелетные мышечные волокна образуются в результате слияния тысяч отдельных мышечных клеток. Многоядерное расположение клеток важно при патологических состояниях, таких как миопатия, когда очаговый некроз (отмирание) части скелетного мышечного волокна не приводит к некрозу соседних участков того же самого скелетного мышечного волокна, поскольку эти смежные участки имеют свой собственный ядерный материал. Таким образом, миопатия обычно ассоциируется с таким «сегментарным некрозом», при котором некоторые из выживших сегментов функционально отрезаны от их нервного снабжения из-за потери непрерывности нервно-мышечного соединения.

#### Сердечная мышца
Синцитий сердечной мышцы важен, потому что он обеспечивает быстрое скоординированное сокращение мышц по всей их длине. Потенциалы сердечного действия распространяются вдоль поверхности мышечного волокна от точки синаптического контакта через вставленные диски. Несмотря на синцитий, сердечная мышца отличается тем, что клетки не длинные и многоядерные. Таким образом, ткань сердца описывается как функциональный синцитий, в отличие от истинного синцития скелетных мышц.

#### Гладкая мускулатура
Гладкие мышцы желудочно-кишечного тракта активируются комбинацией клеток трех типов — гладкомышечных клеток (SMC), интерстициальных клеток Кахаля (ICCs) и рецептора альфа-фактора роста тромбоцитов (PDGFRα), которые электрически связаны и работают вместе как функциональный синцитий SIP.

#### Остеокласты
Некоторые иммунные клетки животного происхождения могут образовывать агрегированные клетки, такие как клетки остеокластов, ответственные за резорбцию кости.

#### Плацента
Другой важный синцитий позвоночных находится в плаценте плацентарных млекопитающих. Клетки эмбрионального происхождения, которые образуют интерфейс с материнским кровотоком, сливаются вместе, образуя многоядерный барьер — синцитиотрофобласт. Вероятно, это важно для ограничения обмена мигрирующими клетками между развивающимся эмбрионом и организмом матери, поскольку некоторые клетки крови специализированы для того, чтобы иметь возможность вставляться между соседними эпителиальными клетками. Синцитиальный эпителий плаценты не обеспечивает такого пути доступа от материнского кровообращения к эмбриону.

#### Стеклянные губки
Большая часть тела гексактиниевых губок состоит из синцитиальной ткани. Это позволяет им формировать свои большие кремнистые спикулы исключительно внутри своих клеток.

#### Тегумент
Тонкая структура кожного покрова у гельминтов по существу одинакова как у цестод, так и у трематод. Типичный кожный покров имеет толщину 7-16 мкм с отчетливыми слоями. Это синцитий, состоящий из многоядерных тканей без четких границ клеток. Внешняя зона синцития, называемая «дистальной цитоплазмой», выстлана плазматической мембраной. Эта плазматическая мембрана, в свою очередь, связана со слоем углеводсодержащих макромолекул, известных как гликокаликс, толщина которого варьируется от одного вида к другому. Дистальныйцитоплазма соединена с внутренним слоем, называемым «проксимальной цитоплазмой», которая является «клеточной областью, или цитоном, или перикари», через цитоплазматические трубки, состоящие из микротрубочек. Проксимальная цитоплазма содержит ядра, эндоплазматический ретикулум, комплекс Гольджи, митохондрии, рибосомы, отложения гликогена и многочисленные везикулы. Самый внутренний слой ограничен слоем соединительной ткани, известным как «базальная пластинка». За базальной пластинкой следует толстый слой мышц.

## Патологические примеры

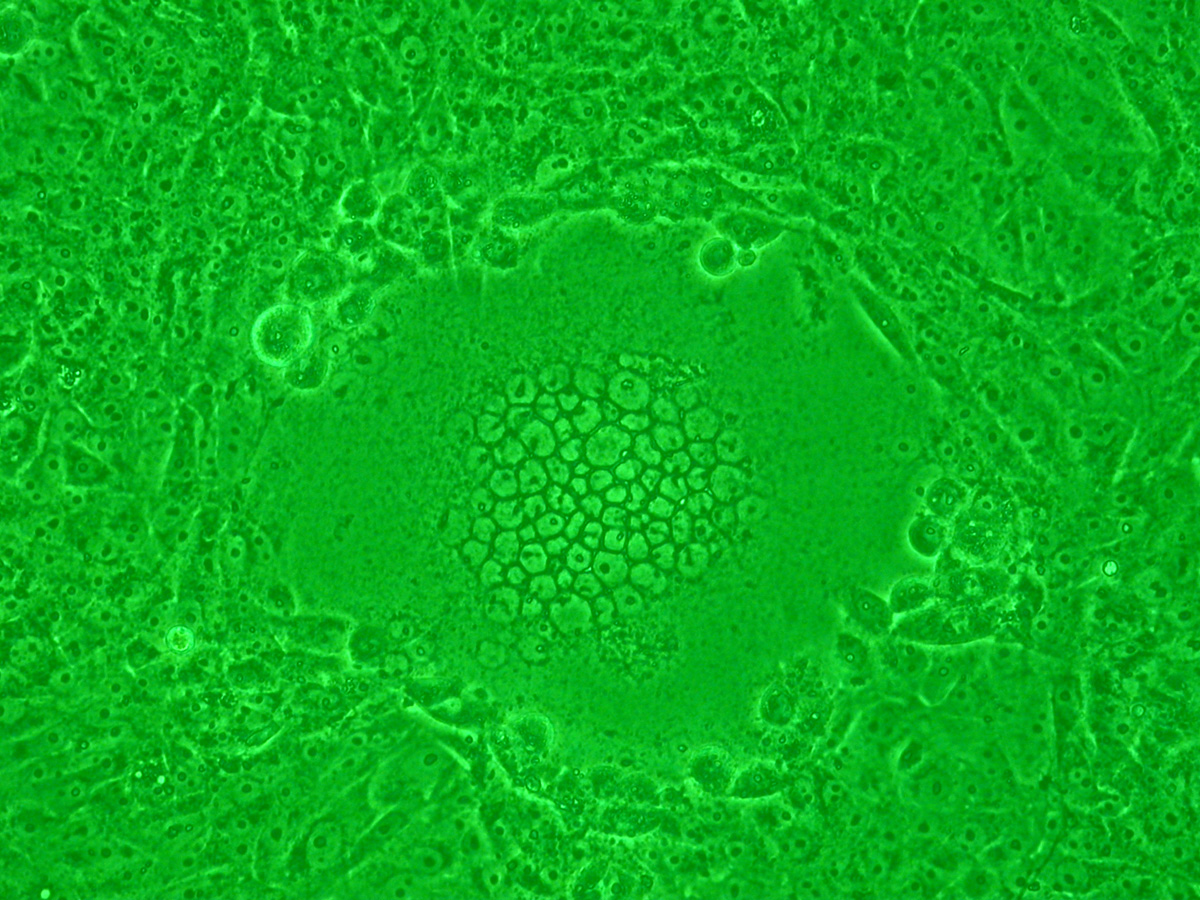
Синцитий, вызванный инфекцией ВПГ-1 в клетках

### Вирусная инфекция
Синцитий также может образовываться, когда клетки инфицированы определёнными типами вирусов, в частности, ВПГ-1, ВИЧ, МэВ, SARS-CoV-2 и пневмовирусами, например, респираторно-синцитиальным вирусом (RSV). Эти синцитиальные образования создают характерные цитопатические эффекты, когда наблюдаются в пермиссивных клетках. Поскольку многие клетки сливаются вместе, синцитии также известны как многоядерные клетки, гигантские клетки или поликариоциты. Во время инфекции вирусные слитые белки, используемые вирусом для проникновения в клетку, транспортируются на поверхность клетки, где они могут вызвать слияние мембраны клетки-хозяина с соседними клетками.

#### Reoviridae
Как правило, вирусные семейства, которые могут вызывать синцитий, заключены в оболочку, потому что белки вирусной оболочки на поверхности клетки-хозяина необходимы для слияния с другими клетками. Некоторые представители семейства Reoviridae являются заметными исключениями из-за уникального набора белков, известных как связанные со слиянием малые трансмембранные (FAST) белки. Образование синцития, индуцированное реовирусом, не встречается у людей, но встречается у ряда других видов и вызывается фузогенными ортореовирусами. К этим фузогенным ортореовирусам относятся ортореовирус рептилий, птичий ортореовирус, ортореовирус залива Нельсона и ортореовирус бабуина.

#### ВИЧ
ВИЧ заражает хелперные CD4+ Т-клетки и заставляет их вырабатывать вирусные белки, включая слитые белки. Затем клетки начинают выводить поверхностные гликопротеины ВИЧ, которые являются антигенными. Обычно цитотоксическая Т-клетка немедленно начинает «вводить» лимфотоксины, такие как перфорин или гранзим, которые убивают инфицированную Т-хелперную клетку. Однако, если Т-хелперные клетки находятся поблизости, рецепторы gp41 ВИЧ, отображаемые на поверхности Т-хелперной клетки, будут связываться с другими подобными лимфоцитами. Это приводит к тому, что десятки Т-хелперных клеток сливают клеточные мембраны в гигантский нефункциональный синцитий, что позволяет вириону ВИЧ убивать много Т-хелперных клеток, заражая только одну. Это связано с более быстрым прогрессированием заболевания.

#### Свинка
Вирус эпидемического паротита использует белок HN для прикрепления к потенциальной клетке-хозяину, затем слитый белок позволяет ему связываться с клеткой-хозяином. Затем HN и слитые белки остаются на клеточных стенках хозяина, заставляя его связываться с соседними эпителиальными клетками.

#### COVID-19
Мутации в вариантах SARS-CoV-2 содержат варианты спайковых белков, которые могут усиливать образование синцития. Протеаза TMPRSS2 необходима для образования синцития. Синцитий может позволить вирусу распространяться непосредственно на другие клетки, защищенные от нейтрализующих антител и других компонентов иммунной системы. Образование синцития в клетках может быть патологическим для тканей.
«Тяжелые случаи COVID-19 связаны с обширным повреждением легких и наличием инфицированных многоядерных синцитиальных пневмоцитов. Вирусные и клеточные механизмы, регулирующие образование этих синцитий, недостаточно изучены», но мембранный холестерин представляется необходимым.
Синцитий, по-видимому, сохраняется долго; «полной регенерации» легких после тяжелого гриппа «не происходит» при COVID-19.